# Patricio O'Ward
Patricio «Pato» O'Ward Junco (Monterrey, Nuevo León, 6 de mayo de 1999) es un piloto de automovilismo mexicano. Desde 2020 es piloto de Arrow McLaren en IndyCar Series, resultando tercero en 2021, cuarto en 2020 y 2023, y quinto en 2024. Ha sido segundo en las 500 Millas de Indianápolis de 2022 y 2024, tercero en 2025, y cuarto en 2021. Comenzó su carrera en 2013; en el WeatherTech SportsCar Championship y resultó campeón de la Copa de América del Norte de Resistencia en 2017. Debutó en Indy Lights en 2017 y al año siguiente fue campeón. Hizo su debut en IndyCar Series con el equipo Harding Racing durante 2018.
En 2019 fue miembro del Equipo Júnior de Red Bull, con esto, disputaría la Super Fórmula Japonesa y el Campeonato de Fórmula 2 de la FIA. Debido a una decisión de la FIA de otorgar menos puntos de Superlicencia por la victoria en el campeonato Indy Lights, no pudo obtener los puntos necesarios para optar a competir en la Fórmula 1 en 2020 y, por lo tanto, Red Bull Racing no lo retuvo en su academia después de 2019. Disputaría la IndyCar Series de 2019 con el equipo Carlin para poder seguir corriendo en ese año.
Arrow McLaren fichó a O'Ward para 2020, donde lograría su primer podio en la categoría en el Gran Premio de Road America saliendo en pole position, y en 2021 ganaría su primera carrera en el Genesys 600 (Texas Motor Speedway), siendo así el primer mexicano en ganar en la IndyCar Series desde Adrián Fernández. En ese mismo año, se volvería piloto de pruebas de la escudería McLaren, debutando oficialmente en la postemporada 2021 de Fórmula 1, que se celebró en el Circuito Yas Marina.
En 2022, McLaren confirmaría que se subiría al MCL36 de Lando Norris en los entrenamientos libres del Gran Premio de Abu Dabi en noviembre, y repitiendo con el MCL60 en el mismo circuito en 2023. En 2024 es piloto reserva de la escudería en Fórmula 1.

## Carrera deportiva

### Inicios
O'Ward comenzó su carrera deportiva en el karting en 2005 con la Easykart Copa AKN Monterrey Karting Track México en la categoría Puffo, donde sorpresivamente lograría obtener un tercer lugar en el campeonato general.
En 2007, ganaría sus primeros campeonatos en el Easykart México, en la categoría 60 cc y el Rotax Max Challenge México - Región Noreste, también en la categoría Micro Max.
En 2008, empezaría a competir en los campeonatos estadounidenses de karting, donde ganaría el Rotax Grand Nationals U.S.A. en la categoría Micro Max, en 2009 ganaría el Southwest Regional Cup Seriescon la categoría Mini Max, el Rotax Max Challenge Southwest Regional Series, también en la categoría Mini Max.
En 2010, O'Ward ganaría el SKUSA SuperNationals XIV - TaG Cadet patrocinado por DFR y el SKUSA SuperNationals - TaG Cadet. Mientras que para 2012 ganaría su último campeonato que sería el MG Tires SKUSA SuperNationals XVI - presentado por RLV en la categoría S5 Júnior.
O'Ward dio el salto a las fórmulas promocionales en 2013, donde compitió en la Fórmula Latam 2000, la Fórmula Renault 1.6 del Norte de Europa y la Fórmula 2000 Pacífico. En Latam Fórmula 2000 fue duodécimo, mientras que en la Fórmula Renault 1.6, séptimo con dos cuartos puestos, y en la Pacífico 2000, ganó cuatro de cinco carreras en las que participó y fue quinto en el campeonato. 

#### Fórmula 4
En 2014, O'Ward pasó a disputar la Campeonato Francés de F4, empezararia el campeonato en la ronda del Circuito du Val de Vienne, esto debido a que se perdió las dos primeras rondas debido a otros campeonatos, a pesar de esto, lograría ganar una carrera la segunda carrera de la ronda que se celebró en el Circuito Paul Ricard, lograría quedar en séptima posición al finalizar el campeonato.
Al año siguiente, O'Ward participó en el Campeonato NACAM de Fórmula 4, a pesar de participar en cuatro de los siete fines de semana de carreras, logró seis victorias y finalizó en el tercer lugar en la tabla de pilotos.

### Road to Indy

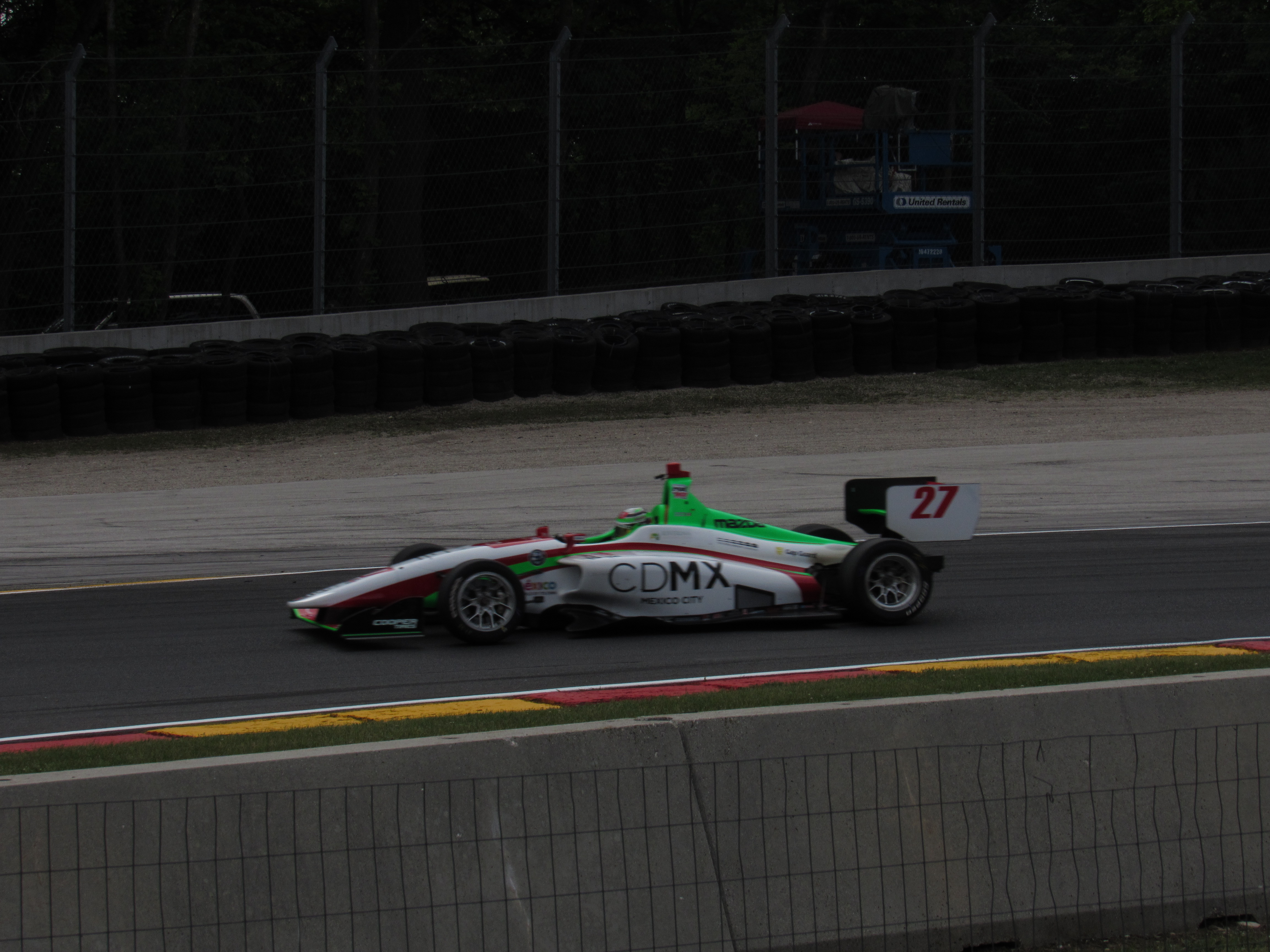
O'Ward en la Indy Lights en el Road America en 2018.

O'Ward regresó a los Estados Unidos en 2015 para participar de la Pro Mazda con el equipo Pelfrey. Con tres podios finalizó sexto en la tabla general, por detrás de su compañero de equipo Santiago Urrutia, que ganaría ese campeonato.
En 2016, en su segundo año en la Pro Mazda, empezó triunfando en seis de las siete primeras carreras de la temporada, pero luego ganó solamente una fechas de las últimas nueve y salió subcampeón de la categoría, detrás de Aaron Telitz.
O'Ward ascendería a Indy Lights para disputar las primeras dos rondas de 2017, donde su mejor resultado sería un tercer lugar en St. Pete.
En 2018, O'Ward compitió en la Indy Lights a tiempo completo para el equipo Andretti Autosport. En esta temporada, O'Ward ganaría nueve de las 17 carreras y fue nombrado Novato del Año, O'Ward lograría ganar el campeonato de pilotos en la penúltima carrera de la temporada en el Portland International Raceway, superando al piloto estadounidense Colton Herta.

### IMSA
En 2017 O'Ward disputó la IMSA SportsCar Championship en la clase Prototype Challenge con el equipo Performance Tech. Junto con su compañero de butaca James French ganó el título en dicha clase, donde logró siete victorias de clase en ocho fechas, incluyendo las 24 Horas de Daytona y las 12 Horas de Sebring.
Al año siguiente, nuevamente con Performance Tech, el mexicano disputó dos fechas con un Oreca 07 de LMP2, categoría que ese año fue parte de la clase principal de IMSA. Finalizó octavo en Daytona.
En 2022, O'Ward ganó las 24 Horas de Daytona en la clase LMP2 y fue quinto absoluto, haciendo equipo con Colton Herta, Devlin DeFrancesco y Eric Lux a bordo de un Oreca 07 del equipo DragonSpeed. En las primeras horas perdieron dos vueltas debido a penalizaciones, pero gracias al buen manejo de Herta y O'Ward durante la noche, así como unas banderas amarillas, el Oreca volver la vuelta del líder. Pato entregó su último turno en la primera plaza y Herta cerró y escasos tres giros del final de la prueba rebasó a Louis Delétraz para llevarse el triunfo.
Dos años más tarde, regresó a Daytona con United Autosports. Su Oreca inició en la primera posición, pero finalizaron fuera del podio junto a Ben Hanley, Ben Keating y Nico Pino.

### Primera etapa en IndyCar Series

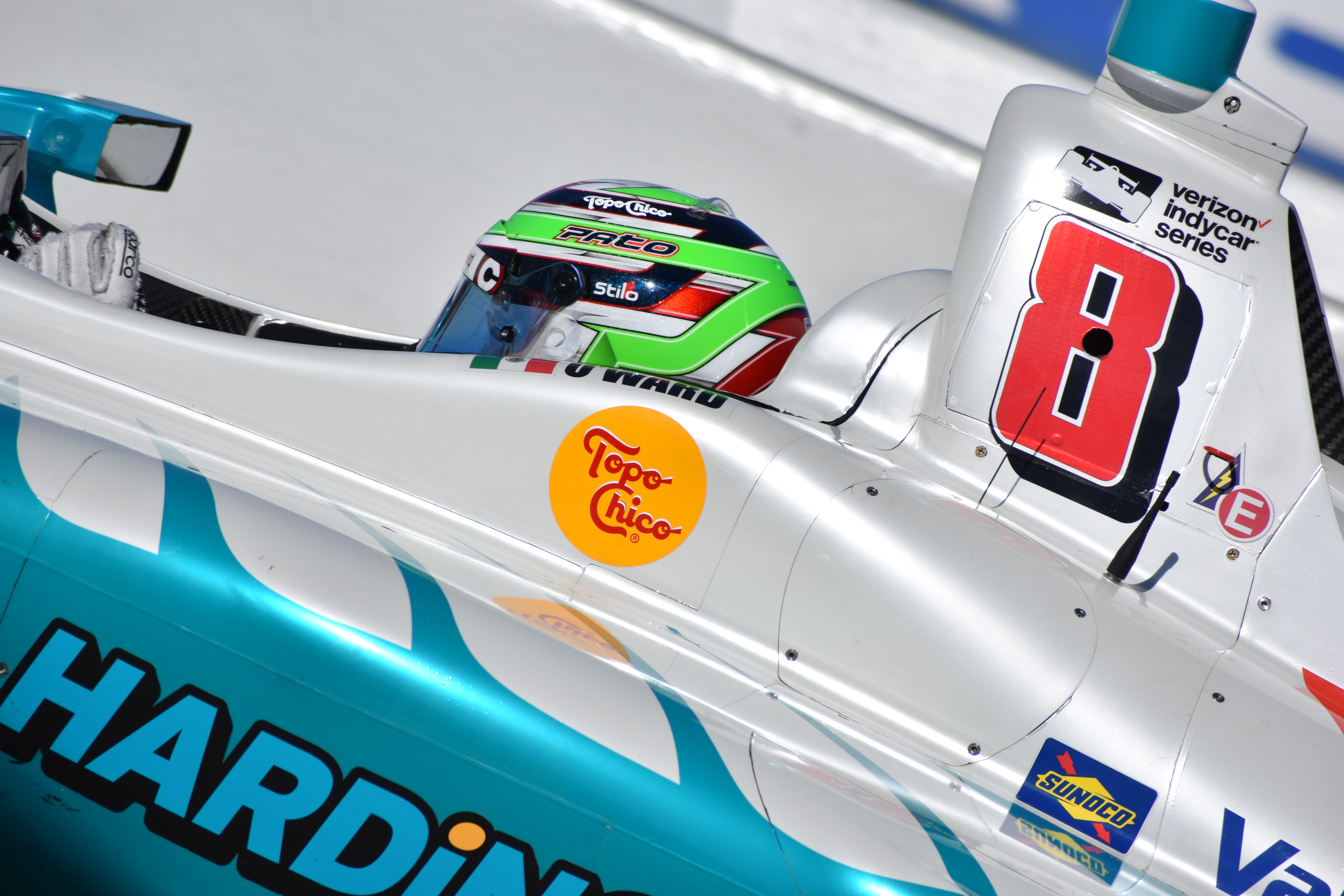
O'Ward en su carrera de debut en la IndyCar, en Sonoma.

Dos semanas después de hacerse con el título del campeonato Indy Lights 2018, O'Ward hizo su debut en la IndyCar Series en el Sonoma Raceway en una segunda inscripción en Harding Racing, donde clasificó quinto y terminó noveno. Esto lo empató con David Martínez en el mejor resultado en el debut de un piloto mexicano en carreras de monoplazas estadounidenses.
En 2019, O'Ward estaba programado para pasar a la IndyCar Series a tiempo completo, pilotando el n.º 8 para Harding Steinbrenner Racing. Sin embargo, los problemas de patrocinio llevaron a que O'Ward obtuviera su liberación del equipo el 11 de febrero.
El 7 de marzo, tras una fecha disputada, O'Ward se unió a Carlin en un contrato de medio tiempo que lo vio conducir en 13 carreras en la temporada 2019, incluyendo las 500 Millas de Indianápolis. O'Ward no logró clasificarse para esta carrera, al igual que su compañero de equipo Max Chilton y que Fernando Alonso (McLaren), quien contaba con un monoplaza alistado por Carlin. Su contrato con Red Bull, que se firmó en mayo, también lo vio competir solo en ocho de las trece carreras para los que había firmado originalmente. Su mejor resultado fue octavo en el Circuito de las Américas.

### Fórmula 2 y Super Fórmula Japonesa

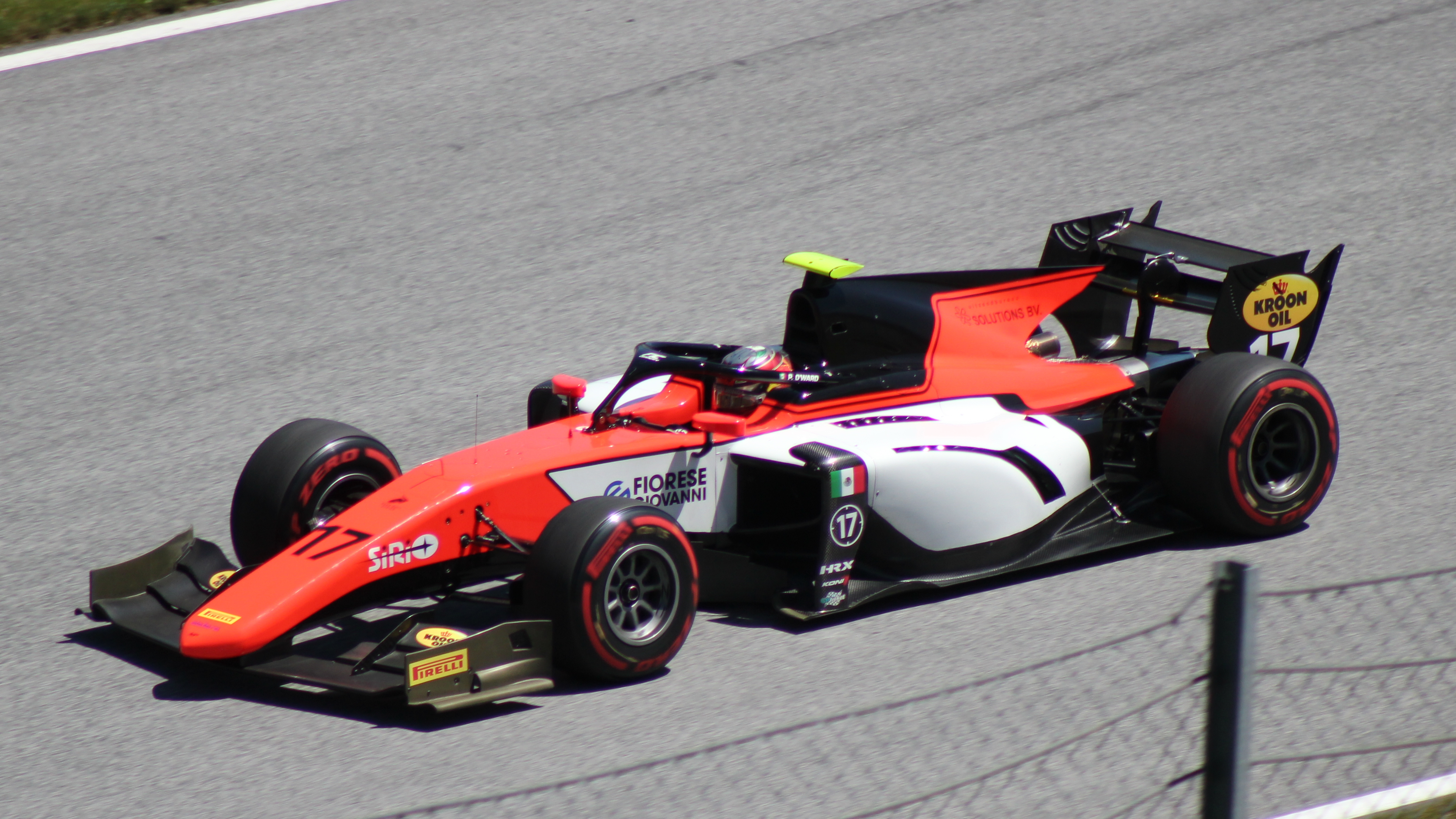
O'Ward en el Red Bull Ring, 2019.

En mayo de 2019, se oficializó que O'Ward pasó a integrar el Equipo Júnior de Red Bull. Poco después, participó como reemplazo del piloto indio Mahaveer Raghunathan en la ronda de Spielberg de Fórmula 2 con el equipo MP Motorsport en el Campeonato de Fórmula 2 de la FIA. En este campeonato, al solo participar en dos carreras donde no sumó puntos. Debido a que no tenía licencia en México entonces, compitió bajo la bandera estadounidense en este campeonato.
Poco después, disputó tres carreras de la Super Fórmula Japonesa, remplazando al piloto británico Daniel Ticktum, obteniendo un sexto puesto en Okayama. Fue apartado antes de finalizar la temporada.

### Regreso a IndyCar Series

#### 2020
El 30 de octubre, se anunció que O'Ward había regresado a IndyCar al firmar un contrato con Arrow McLaren SP para la temporada 2020.
En su primera temporada para Arrow McLaren SP, Oliver Askew acompañó a O'Ward en la mayoría de las carreras, con Hélio Castroneves reemplazando a Askew en el Gran Premio de Harvest y con Fernando Alonso en una tercera participación en las 500 Millas de Indianápolis. en un buen comienzo para 2020, lograría la pole position y logrando su primer podio en la segunda ronda del doble título de Road America, terminando segundo. En Iowa, terminó cuarto en la primera carrera. Ocupó el cuarto lugar en la clasificación general de puntos antes de las 500 Millas de Indianápolis, que se llevó a cabo en agosto debido a la pandemia de COVID-19. O'Ward terminaría sexto en su primera participación en las 500 Millas de Indianápolis y ganó el premio al Novato del Año de las 500 Millas de Indianápolis por su actuación. Posteriormente obtuvo podios consecutivos en el doble encabezado en World Wide Technology Raceway at Gateway.
O'Ward estaba llegando al tercer lugar en la clasificación de pilotos antes de terminar undécimo y noveno en el doble encabezado en Mid-Ohio y un decepcionante puesto 22 en la primera carrera del doble encabezado de Harvest Gran Premio en el Indianapolis Motor Speedway, que cayó lo colocó quinto en la clasificación general. Después de firmar un nuevo contrato con AMSP, terminó segundo en la final de temporada en San Petersburgo, asegurándose el cuarto lugar en la clasificación final del campeonato.

#### 2021
La segunda temporada de O'Ward con Arrow McLaren SP lo corrió con Felix Rosenqvist, proveniente de Chip Ganassi Racing. O'Ward emergería como aspirante al título en 2021. Comenzaría la temporada obteniendo una pole position en Alabama, que no pudo convertir  en una victoria. O'Ward logró su primer podio de la temporada con un tercer puesto en la primera carrera en el Texas Motor Speedway y obtuvo su primera victoria en IndyCar en la segunda carrera al día siguiente. Se convirtió en el primer piloto mexicano en ganar una carrera de IndyCar desde Adrián Fernández en 2004 en Fontana y el primer piloto de Chevrolet que no pertenece al Team Penske en ganar una carrera desde 2016.

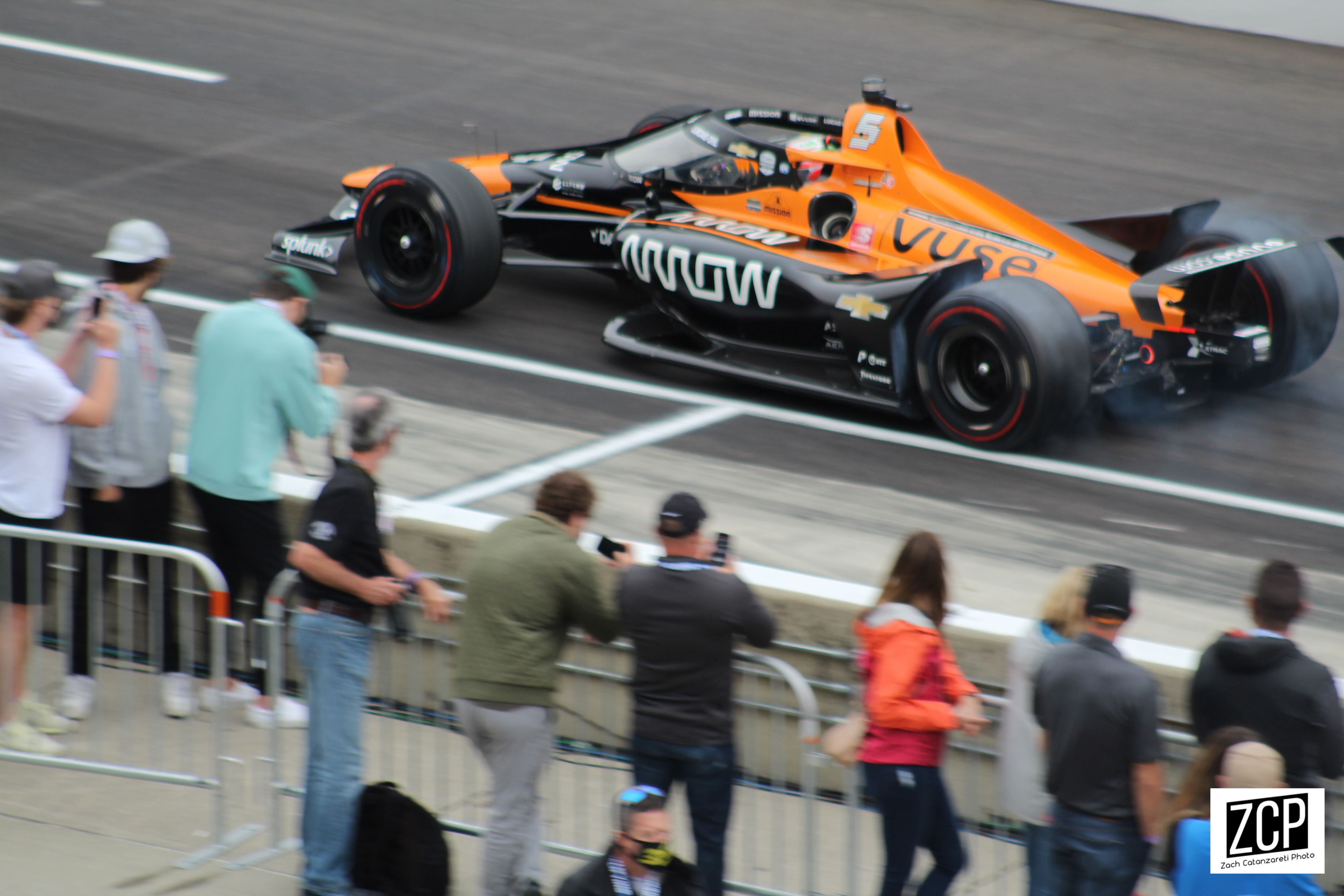
O'Ward en la Indy 500 de 2021.

Después de obtener su primera victoria, O'Ward nunca caería por debajo del tercer lugar en la clasificación del campeonato, defendiéndose constantemente de los campeones de la serie como Josef Newgarden y Scott Dixon, mientras desafiaba a Álex Palou durante gran parte de la temporada. Comenzó desde la pole y terminó tercero en la primera carrera en el doble encabezado de Detroit y obtuvo su segunda victoria de la temporada en la segunda carrera, su primera victoria en un circuito callejero. Logró su tercera pole position de la temporada en el Gran Premio de Big Machine Spiked Coolers, donde finalmente terminó quinto en la carrera. Lograría otro podio con un segundo puesto en Gateway, donde tomararia el liderato del campeonato por primera vez en la temporada. Sin embargo, un puesto 14 en Portland por parte de O'Ward hizo que el ganador de la carrera, Palou, retomara la delantera. En la penúltima carrera de la temporada, lograría un quinto lugar, permaneciendo segundo en la clasificación de puntos de cara al final de la temporada.
Al final de la temporada en Long Beach, O'Ward fue uno de los tres pilotos que matemáticamente competían por el título de la serie, junto con Palou y Newgarden. Para ganar el título, a menos que Palou se retirara de la carrera, O'Ward tendría que ganar el punto de bonificación de clasificarse para la pole position, ganar la carrera y esperar que Palou no termine mejor que decimotercero para que no entre en juego un escenario de desempate. Después de una controvertida sesión de calificación en la que no pudo avanzar al Firestone Fast Six y se clasificó octavo, Ed Jones eliminó a O'Ward al principio de la carrera y finalmente se retiró de la carrera debido a un eje de transmisión roto, lo que puso fin a sus esperanzas de campeonato. Finalmente terminó tercero en el campeonato detrás de Palou y Newgarden. O'Ward aseguro su primer campeonato de disciplina en pista de IndyCar cuando ganó el A.J. Foyt Cup como el piloto con mayor puntuación de la serie en pistas ovaladas en 2021.

#### 2022

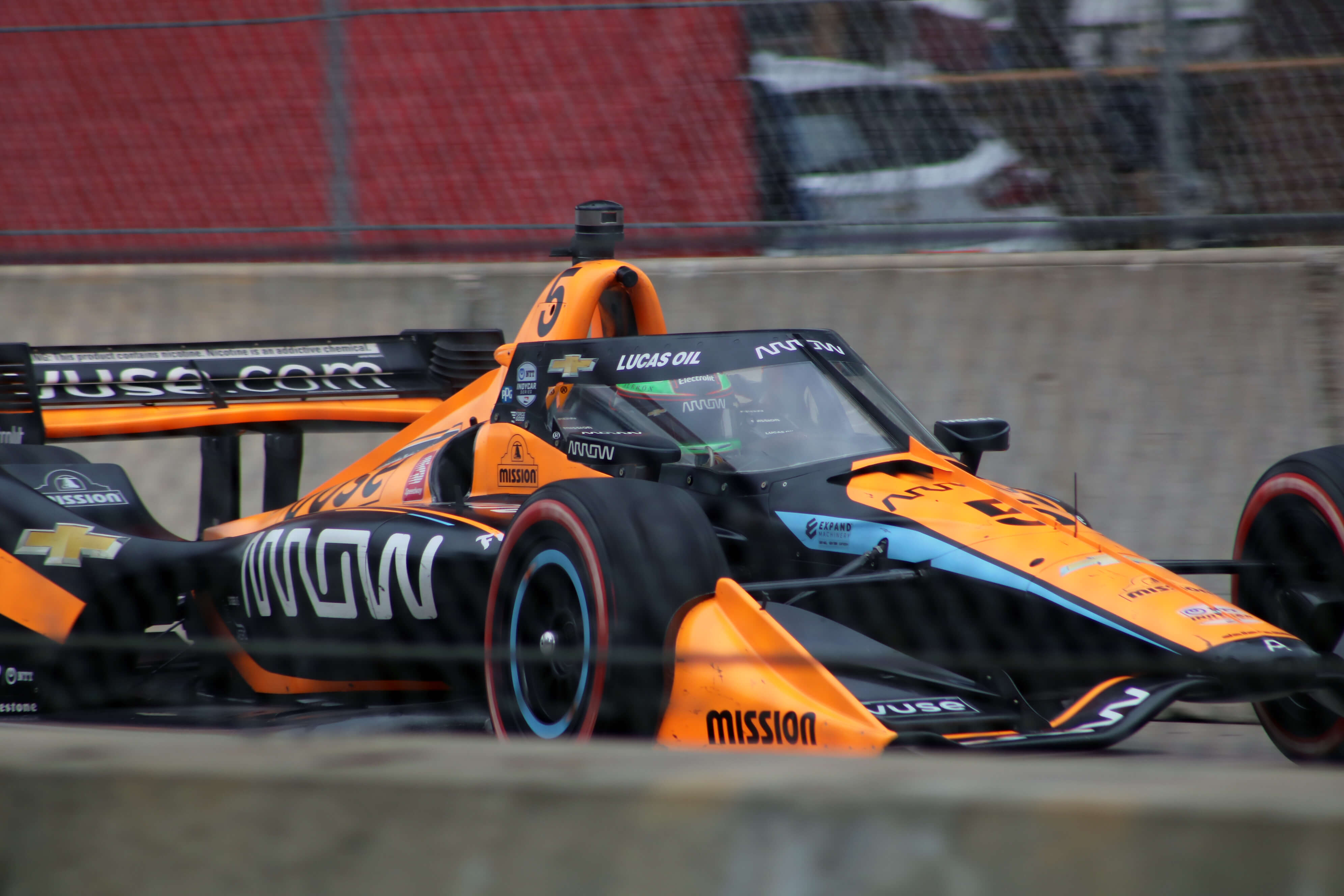
O'Ward en el GP de Detroit de 2022.

O'Ward regresaría a Arrow McLaren SP en un año de contrato. Comenzaría la temporada lentamente antes de capturar su primera victoria de la temporada y la primera en un circuito permanente en la cuarta ronda en Barber. El 27 de mayo de 2022, O'Ward anunció que había firmado una extensión de contrato por tres años con Arrow McLaren SP. O'Ward siguió su nuevo contrato con un segundo puesto en las 500 Millas de Indianápolis de 2022, poniéndose nuevamente en la contienda por el campeonato de la serie.
En Road America, O'Ward marchaba noveno en la carrera, pero a falta de ocho vueltas de finalizar la carrera, tuvo que abandonar debido a problemas en el motor.
En Mid-Ohio, O'Ward abandonaría también, esto después de haber logrado la pole position, pero debido a una falla de potencia en su motor abandonaría la carrera cuando peleaba la primera posición.
En el Iowa Speedway, O'Ward quedaría cuarto en la clasificación de la primera carrera que se correría en Iowa, en esta carrera O'Ward lograría avanzar dos posiciones y quedaría en el segundo lugar detrás de Newgarden. En la segunda carrera, O'Ward se clasificaría en octavo lugar, pero después de una gran remontada en la primera vuelta de la segunda carrera y también de un accidente de Newgarden, O'Ward lograría ganar esta segunda carrera, tras esta doble ronda en un mismo circuito, O'Ward lograría sumar 91 puntos que lo llevarían a la quinta posición del campeonato a pocos puntos de los pilotos que iban por delante.

#### 2023
Durante la temporada 2023, O'Ward mostró consistencia al lograr siete podios en 16 carreras, pero no logró victorias. En la primera carrera, en St. Pete, era líder hasta que un problema temporal de potencial lo hizo perder la posición ante Marcus Ericsson. Luego, en Texas, luchó por la victoria contra Josef Newgarden pero fue nuevamente segundo. Tras un nuevo podio en Indianapolis GP, O'Ward fue protagonista de las 500 Millas. A falta de ocho vueltas, intentó adelantar a Ericsson por el segundo puesto pero perdió el control y se estrelló.
En las restantes carreras, volvió al podio en Road America, Iowa, Indianapolis GP y Gateway. Finalizó cuarto en el campeonato.

#### 2024
O'Ward comenzó su campaña de 2024 con un segundo puesto en St. Pete que, mes después, se convertiría en victoria tras la desclasificación del ganador en pista Newgarden. Luego, terminó segundo en las 500 Millas de Indianápolis, tras ser superado en la última vuelta por Newgarden.
Tiempo después, el mexicano anotó su segunda victoria del año en Mid-Ohio al mantener a raya a Álex Palou en las últimas vueltas. Con su triunfo en Milwaukee Mile, logró por primera vez más de dos triunfos en una temporada. A pesar de esto, cayó al quinto puesto en el clasificador final de ese año.

#### 2025
En 2025, el mexicano disputa su sexta temporada junto a Arrow McLaren.

### Fórmula 1

#### Red Bull Racing (2019)
En mayo de 2019, se oficializó que O'Ward pasó a integrar el Equipo Júnior de Red Bull. Debido a una decisión de la FIA de otorgar menos puntos de Superlicencia por la victoria de O'Ward en el campeonato Indy Lights, O'Ward no pudo obtener los puntos necesarios para poder competir en la Fórmula 1 en 2020 y, por lo tanto, Red Bull Racing no lo retuvo en su academia después de 2019. Con carreras de la IndyCar series disponibles, el jefe del programa de desarrollo de pilotos de Red Bull, Helmut Marko, concedió a O'Ward una liberación anticipada de su contrato después de tres rondas de Super Fórmula.

#### McLaren (2021-)

##### Probador
Antes de la temporada de IndyCar Series de 2021, el CEO de McLaren, Zak Brown, le prometió a O'Ward una prueba del McLaren MCL35M si podía ganar al menos una carrera de IndyCar. O'Ward retrasaría su parte del trato con McLaren después de ganar el Texas Motor Speedway, posteriormente Brown confirmaría que O'Ward obtendría la prueba de Fórmula 1 prometida. O'Ward tuvo su primera oportunidad de conducir un auto de Fórmula 1 el 14 de noviembre de 2021, cuando se montó en un McLaren MP4/13 en Laguna Seca. El dos veces campeón mundial de Fórmula 1, Mika Häkkinen, que condujo el MP4/13 a su primer campeonato de pilotos, estuvo presente para ayudar a O'Ward a familiarizarse con el coche. Durante la prueba, O'Ward superó su tiempo de vuelta más rápido en Laguna Seca en el Dallara DW12 con el kit aerodinámico UAK18 por más de un segundo con el MP4/13.
El 14 de diciembre de 2021, O'Ward probó el MCL35M al final de la temporada en Abu Dabi, donde terminó cuarto más rápido después de completar 92 vueltas. A pesar de las especulaciones de que la prueba podría llevar a O'Ward a pasar a la Fórmula 1 luego de un buen desempeño, Brown desestimó esos rumores al confirmar que O'Ward regresaría con McLaren en IndyCar para la temporada 2022, luego de la compra de McLaren del 75% de la propiedad en Schmidt Peterson Motorsports. Brown declaró más tarde que la prueba de Abu Dhabi podría llevar a O'Ward a obtener pruebas adicionales de Fórmula 1 e incluso tiempo de práctica de fin de semana de carrera, si O'Ward se adapta bien al automóvil y a los neumáticos, pero agregó que O'Ward tendría que ganar el campeonato de la IndyCar Serie para que McLaren considere trasladarlo de IndyCar a la Fórmula 1.
Tiempo después, O'Ward realizaría un test privado con la escudería en el circuito de Barcelona-Cataluña. Un mes más tarde, realizó su segundo test en el Red Bull Ring y el 14 de octubre de 2022 McLaren confirmó su participación en la primera sesión de entrenamientos libres del Gran Premio de Abu Dabi de 2022 al volante del MCL36 de Lando Norris.

## Resumen de carrera
| Temporada | Categoría                                     | Equipo                       | Carreras          | Victorias         | Poles             | VR                | Podios            | Puntos            | Pos.              |
| --------- | --------------------------------------------- | ---------------------------- | ----------------- | ----------------- | ----------------- | ----------------- | ----------------- | ----------------- | ----------------- |
| 2013      | Fórmula Pacífica F2000                        | Dave Freitas Racing          | 5                 | 4                 | 2                 | 5                 | 5                 | 165               | 5.º               |
| 2013      | Fórmula Renault 1.6 NEC                       | Provily Racing               | 6                 | 0                 | 0                 | 0                 | 0                 | 117               | 7.º               |
| 2013      | Latam Fórmula 2000                            | Paradise Racing              | 6                 | 0                 | 0                 | 0                 | 0                 | 44                | 12.º              |
| 2014      | Campeonato Francés de F4                      | Auto Sport Academy           | 15                | 1                 | 0                 | 0                 | 2                 | 143               | 7.º               |
| 2015      | Pro Mazda Championship                        | Team Pelfrey                 | 16                | 0                 | 0                 | 1                 | 3                 | 250               | 6.º               |
| 2015-16   | Campeonato NACAM de Fórmula 4                 | Martiga EG                   | 12                | 6                 | 2                 | 5                 | 11                | 247               | 3.º               |
| 2016      | Pro Mazda Championship                        | Team Pelfrey                 | 16                | 7                 | 5                 | 8                 | 9                 | 393               | 2.º               |
| 2016      | Mazda Prototype Lites                         | Performance Tech Motorsports | 2                 | 0                 | 0                 | 0                 | 1                 | 32                | 16.º              |
| 2017      | Indy Lights                                   | Team Pelfrey                 | 4                 | 0                 | 0                 | 0                 | 1                 | 58                | 15.º              |
| 2017      | WeatherTech SportsCar Championship - PC       | Performance Tech Motorsports | 8                 | 7                 | 0                 | 8                 | 8                 | 283               | 1.º               |
| 2017      | Copa de América del Norte de Resistencia - PC | Performance Tech Motorsports | 4                 | 3                 | 0                 | 4                 | 4                 | 56                | 1.º               |
| 2018      | Indy Lights                                   | Andretti Autosport           | 17                | 9                 | 9                 | 4                 | 13                | 491               | 1.º               |
| 2018      | WeatherTech SportsCar Championship            | Performance Tech Motorsports | 2                 | 0                 | 0                 | 0                 | 0                 | 41                | 41.º              |
| 2018      | IndyCar Series                                | Harding Racing               | 1                 | 0                 | 0                 | 0                 | 0                 | 44                | 31.º              |
| 2018      | IMSA Prototype Challenge - LMP3               | Charles Wicht Racing         | 1                 | 1                 | 0                 | 0                 | 1                 | 35                | 30.º              |
| 2019      | IndyCar Series                                | Carlin                       | 7                 | 0                 | 0                 | 1                 | 0                 | 115               | 26.º              |
| 2019      | Campeonato de Super Fórmula Japonesa          | Team Mugen                   | 3                 | 0                 | 0                 | 0                 | 0                 | 3                 | 18.º              |
| 2019      | Campeonato de Fórmula 2 de la FIA             | MP Motorsport                | 2                 | 0                 | 0                 | 0                 | 0                 | 0                 | 26.º              |
| 2020      | IndyCar Series                                | Arrow McLaren SP             | 14                | 0                 | 1                 | 1                 | 4                 | 416               | 4.º               |
| 2021      | IndyCar Series                                | Arrow McLaren SP             | 16                | 2                 | 3                 | 2                 | 5                 | 487               | 3.º               |
| 2021      | Fórmula 1                                     | McLaren F1 Team              | Piloto de pruebas | Piloto de pruebas | Piloto de pruebas | Piloto de pruebas | Piloto de pruebas | Piloto de pruebas | Piloto de pruebas |
| 2022      | IndyCar Series                                | Arrow McLaren SP             | 17                | 2                 | 1                 | 2                 | 4                 | 480               | 7.º               |
| 2022      | WeatherTech SportsCar Championship - LMP2     | DragonSpeed USA              | 1                 | 1                 | 0                 | 0                 | 1                 | 0                 | NC†               |
| 2022      | Fórmula 1                                     | McLaren F1 Team              | Piloto de pruebas | Piloto de pruebas | Piloto de pruebas | Piloto de pruebas | Piloto de pruebas | Piloto de pruebas | Piloto de pruebas |
| 2023      | IndyCar Series                                | Arrow McLaren                | 17                | 0                 | 0                 | 1                 | 7                 | 484               | 4.º               |
| 2023      | Fórmula 1                                     | McLaren Formula 1 Team       | Piloto de pruebas | Piloto de pruebas | Piloto de pruebas | Piloto de pruebas | Piloto de pruebas | Piloto de pruebas | Piloto de pruebas |
| 2024      | IndyCar Series                                | Arrow McLaren                | 16                | 2                 | 0                 | 1                 | 6                 | 460               | 5.º               |
| 2024      | Fórmula 1                                     | McLaren Formula 1 Team       | Piloto de pruebas | Piloto de pruebas | Piloto de pruebas | Piloto de pruebas | Piloto de pruebas | Piloto de pruebas | Piloto de pruebas |
| 2025      | IndyCar Series                                | Arrow McLaren                | Disputándose      | Disputándose      | Disputándose      | Disputándose      | Disputándose      | Disputándose      | Disputándose      |
| Fuente:   |                                               |                              |                   |                   |                   |                   |                   |                   |                   |

## Resultados

### Campeonato Francés de F4
(Clave) (negrita indica pole position) (cursiva indica vuelta rápida)

| Año  | Equipo             | 1   | 1   | 1   | 2   | 2   | 2   | 3   | 3   | 3   | 4   | 4   | 4   | 5   | 5   | 5   | 6   | 6   | 6   | 7   | 7   | 7   | Pos. | Puntos | Ref. |
| ---- | ------------------ | --- | --- | --- | --- | --- | --- | --- | --- | --- | --- | --- | --- | --- | --- | --- | --- | --- | --- | --- | --- | --- | ---- | ------ | ---- |
| 2014 | Auto Sport Academy | LMS | LMS | LMS | PAU | PAU | PAU | VDV | VDV | VDV | MAG | MAG | MAG | NOG | NOG | NOG | JER | JER | JER | LEC | LEC | LEC | 7.º  | 143    |      |
| 2014 | Auto Sport Academy |     |     |     |     |     |     | 4   | 5   | 5   | 5   | Ret | 11  | 4   | 6   | 5   | 3   | 8   | 5   | 7   | 1   | 5   | 7.º  | 143    |      |

### Pro Mazda Championship
(Clave) (negrita indica pole position) (cursiva indica vuelta rápida)

| Año     | Equipo       | 1     | 2      | 3     | 4     | 5     | 6     | 7     | 8      | 9     | 10    | 11    | 12    | 13    | 14    | 15     | 16     | 17    | Pos. | Puntos |
| ------- | ------------ | ----- | ------ | ----- | ----- | ----- | ----- | ----- | ------ | ----- | ----- | ----- | ----- | ----- | ----- | ------ | ------ | ----- | ---- | ------ |
| 2015    | Team Pelfrey | STP 4 | STP 14 | LOU 4 | LOU C | BAR 5 | BAR 7 | IMS 6 | IMS 10 | IMS 5 | LOR 7 | TOR 2 | TOR 3 | IOW 3 | MOH 7 | MOH 6  | LAG 18 | LAG 6 | 6.º  | 250    |
| 2016    | Team Pelfrey | STP 1 | STP 2  | BAR 1 | BAR 1 | IMS 1 | IMS 1 | LOR 1 | ROA 4  | ROA 4 | TOR 9 | TOR 2 | MOH 7 | MOH 4 | LAG 1 | LAG 10 | LAG 6  |       | 2.º  | 393    |
| Fuente: |              |       |        |       |       |       |       |       |        |       |       |       |       |       |       |        |        |       |      |        |

### Indy Lights
(Clave) (negrita indica pole position) (cursiva indica vuelta rápida)

| Año     | Equipo             | 1     | 2     | 3     | 4      | 5     | 6     | 7      | 8     | 9     | 10    | 11    | 12    | 13    | 14    | 15    | 16    | 17    | Pos. | Puntos |
| ------- | ------------------ | ----- | ----- | ----- | ------ | ----- | ----- | ------ | ----- | ----- | ----- | ----- | ----- | ----- | ----- | ----- | ----- | ----- | ---- | ------ |
| 2017    | Team Pelfrey       | STP 5 | STP 3 | ALA 8 | ALA 15 | IMS   | IMS   | INDY   | RDA   | RDA   | IOW   | TOR   | TOR   | MOH   | MOH   | GAT   | WGL   |       | 15.º | 58     |
| 2018    | Andretti Autosport | STP 1 | STP 7 | BAR 1 | BAR 1  | IMS 4 | IMS 7 | INDY 2 | ROA 2 | ROA 4 | IOW 1 | TOR 1 | TOR 2 | MOH 1 | MOH 1 | GMP 3 | POR 1 | POR 1 | 1.º  | 491    |
| Fuente: |                    |       |       |       |        |       |       |        |       |       |       |       |       |       |       |       |       |       |      |        |

### WeatherTech SportsCar Championship
(Clave) (negrita indica pole position) (cursiva indica vuelta rápida)

| Año     | Equipo                       | Clase | 1     | 2      | 3     | 4     | 5     | 6     | 7     | 8     | 9   | 10  | Pos. | Puntos |
| ------- | ---------------------------- | ----- | ----- | ------ | ----- | ----- | ----- | ----- | ----- | ----- | --- | --- | ---- | ------ |
| 2017    | Performance Tech Motorsports | PC    | DAY 1 | SEB 1  | COA 1 | DET 1 | WAT 1 | MOS 1 | ELK 1 | PET 3 |     |     | 1.º  | 283    |
| 2018    | Performance Tech Motorsports | P     | DAY 8 | SEB 13 | LBH   | MDO   | DET   | WGL   | MOS   | ELK   | LGA | PET | 41.º | 41     |
| 2022    | DragonSpeed                  | LMP2  | DAY 1 | SEB    | LGA   | MDO   | WGL   | ELK   | PET   |       |     |     | NC   | 0      |
| Fuente: |                              |       |       |        |       |       |       |       |       |       |     |     |      |        |

### IndyCar Series
(Clave) (negrita indica pole position) (cursiva indica vuelta rápida)

| Año     | Equipo           | Motor     | 1      | 2       | 3      | 4      | 5      | 6        | 7      | 8      | 9      | 10     | 11     | 12     | 13     | 14     | 15     | 16     | 17     | 18    | Pos. | Puntos |
| ------- | ---------------- | --------- | ------ | ------- | ------ | ------ | ------ | -------- | ------ | ------ | ------ | ------ | ------ | ------ | ------ | ------ | ------ | ------ | ------ | ----- | ---- | ------ |
| 2018    | Harding Racing   | Chevrolet | STP    | PHX     | LBH    | ALA    | IMS    | INDY     | DET    | DET    | TXS    | RDA    | IOW    | TOR    | MDO    | POC    | GTW    | POR    | SNM 9  |       | 31.º | 44     |
| 2019    | Carlin           | Chevrolet | STP    | COA 8   | ALA 16 | LBH 12 | IMS 19 | INDY DNQ | DET 14 | DET 11 | TXS    | RDA 17 | IOW    | MDO    | POC    | GTW    | POR    | LAG    |        |       | 22.º | 115    |
| 2020    | Arrow McLaren SP | Chevrolet | TXS 12 | IMS 8   | ROA 8  | ROA 2  | IOW 4  | IOW 12   | INDY 6 | GTW 3  | GTW 2  | MDO 11 | MDO 9  | IMS 22 | IMS 5  | STP 2  |        |        |        |       | 4.º  | 416    |
| 2021    | Arrow McLaren SP | Chevrolet | ALA 4  | STP 19  | TXS 3  | TXS 1  | IMS 15 | INDY 4   | DET 3  | DET 1  | ROA 9  | MDO 8  | NSH 13 | IMS 5  | GTW 2  | POR 14 | LAG 5  | LBH 27 |        |       | 3.º  | 487    |
| 2022    | Arrow McLaren SP | Chevrolet | STP 12 | TXS 15  | LBH 5  | ALA 1  | IMS 17 | INDY 2   | DET 5  | ROA 26 | MDO 24 | TOR 11 | IOW 2  | IOW 1  | IMS 12 | NSH 24 | GTW 4  | POR 4  | LAG 8  |       | 7.º  | 480    |
| 2023    | Arrow McLaren    | Chevrolet | STP 2  | TXS 2   | LBH 17 | ALA 4  | IMS 2  | INDY 24  | DET 26 | ROA 3  | MDO 8  | TOR 8  | IOW 3  | IOW 10 | NSH 8  | IMS 3  | GAT 2  | POR 4  | LAG 9  |       | 4.º  | 484    |
| 2024    | Arrow McLaren    | Chevrolet | STP 1  | THE DNQ | LBH 16 | ALA 22 | IGP 13 | INDY 2   | DET 7  | ROA 8  | LAG 8  | MDO 1  | IOW 2  | IOW 6  | TOR 19 | GAT 26 | POR 15 | MIL 1  | MIL 24 | NSH 2 | 5.º  | 460    |
| 2025*   | Arrow McLaren    | Chevrolet | STP 11 | THE 2   | LBH 13 | ALA 6  | IGP 2  | INDY 3   | DET 7  | GAT 2  | ROA 17 | MDO 5  | IOW 1  | IOW 5  | TOR 1  | LAG 4  | POR 25 | MIL    | NSH    |       | 2.º  | 475    |
| Fuente: |                  |           |        |         |        |        |        |          |        |        |        |        |        |        |        |        |        |        |        |       |      |        |

- * Temporada en progreso.

#### 500 Millas de Indianápolis
| Año     | Chasis  | Motor     | Inicio | Final | Equipo           |
| ------- | ------- | --------- | ------ | ----- | ---------------- |
| 2019    | Dallara | Chevrolet | DNQ    | DNQ   | Carlin           |
| 2020    | Dallara | Chevrolet | 15     | 6     | Arrow McLaren SP |
| 2021    | Dallara | Chevrolet | 12     | 4     | Arrow McLaren SP |
| 2022    | Dallara | Chevrolet | 7      | 2     | Arrow McLaren SP |
| 2023    | Dallara | Chevrolet | 5      | 24    | Arrow McLaren    |
| 2024    | Dallara | Chevrolet | 8      | 2     | Arrow McLaren    |
| 2025    | Dallara | Chevrolet | 3      | 3     | Arrow McLaren    |
| Fuente: |         |           |        |       |                  |

### Campeonato de Fórmula 2 de la FIA
(Clave) (negrita indica pole position) (cursiva indica vuelta rápida puntuable)

| Año  | Escudería     | 1   | 1   | 2   | 2   | 3   | 3   | 4   | 4   | 5   | 5   | 6   | 6   | 7   | 7   | 8   | 8   | 9   | 9   | 10  | 10  | 11  | 11  | 12  | 12  | Pos. | Puntos | Ref.   |
| ---- | ------------- | --- | --- | --- | --- | --- | --- | --- | --- | --- | --- | --- | --- | --- | --- | --- | --- | --- | --- | --- | --- | --- | --- | --- | --- | ---- | ------ | ------ |
| 2019 | MP Motorsport | SAK | SAK | BAK | BAK | BAR | BAR | MON | MON | LEC | LEC | SPI | SPI | SIL | SIL | BUD | BUD | SPA | SPA | MNZ | MNZ | SOC | SOC | YMC | YMC | 26.º | 0      | [ 97 ] |
| 2019 | MP Motorsport |     |     |     |     |     |     |     |     |     |     | 19  | 14  |     |     |     |     |     |     |     |     |     |     |     |     | 26.º | 0      | [ 97 ] |

### Campeonato de Super Fórmula Japonesa
(Clave) (negrita indica pole position) (cursiva indica vuelta rápida)

| Año  | Equipo     | 1   | 2   | 3   | 4   | 5   | 6   | 7   | Pos. | Puntos | Ref.   |
| ---- | ---------- | --- | --- | --- | --- | --- | --- | --- | ---- | ------ | ------ |
| 2019 | Team Mugen | SUZ | AUT | SUG | FUJ | MOT | OKA | SUZ | 18.º | 3      | [ 98 ] |
| 2019 | Team Mugen |     |     |     | 14  | 14  | 6   |     | 18.º | 3      | [ 98 ] |

### Fórmula 1
(Clave) (negrita indica pole position) (cursiva indica vuelta rápida)

| Año     | Escudería              | 1   | 2   | 3   | 4   | 5   | 6   | 7   | 8   | 9   | 10  | 11  | 12  | 13  | 14  | 15  | 16  | 17  | 18  | 19  | 20     | 21  | 22     | 23  | 24  | Pos. | Puntos |
| ------- | ---------------------- | --- | --- | --- | --- | --- | --- | --- | --- | --- | --- | --- | --- | --- | --- | --- | --- | --- | --- | --- | ------ | --- | ------ | --- | --- | ---- | ------ |
| 2022    | McLaren F1 Team        | BHR | ARA | AUS | EMI | MIA | ESP | MON | AZE | CAN | GBR | AUT | FRA | HUN | BEL | NED | ITA | SIN | JPN | USA | MEX    | SÃO | ABU TD |     |     |      |        |
| 2023    | McLaren Formula 1 Team | BHR | ARA | AUS | AZE | MIA | MON | ESP | CAN | AUT | GBR | HUN | BEL | NED | ITA | SIN | JPN | QAT | USA | MEX | SÃO    | LVG | ABU TD |     |     |      |        |
| 2024    | McLaren Formula 1 Team | BHR | ARA | AUS | JPN | CHN | MIA | EMI | MON | CAN | ESP | AUT | GBR | HUN | BEL | NED | ITA | AZE | SIN | USA | MEX TD | SÃO | LVG    | QAT | ABU |      |        |
| Fuente: |                        |     |     |     |     |     |     |     |     |     |     |     |     |     |     |     |     |     |     |     |        |     |        |     |     |      |        |